# 페룸비두구 무타라이야르 2세

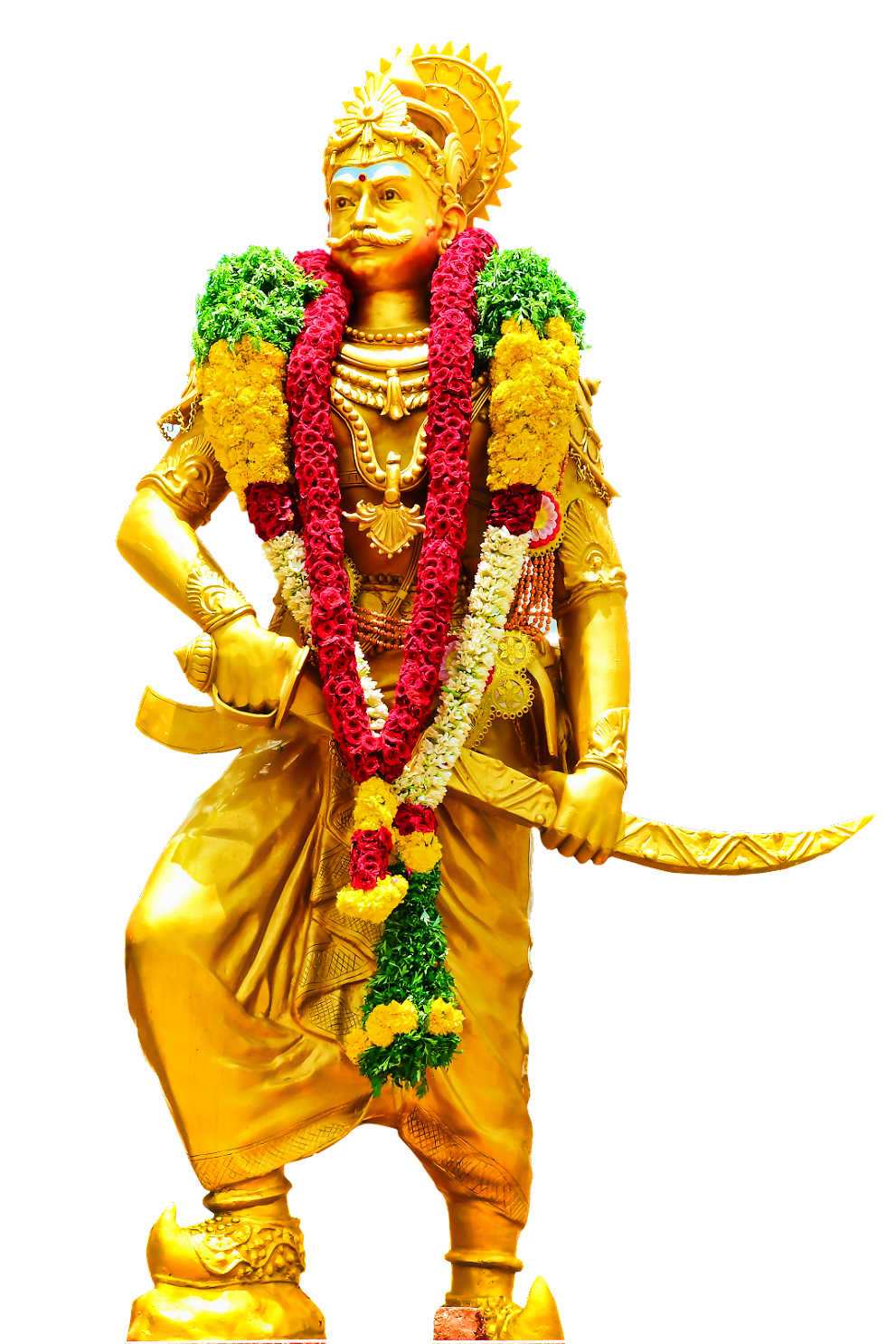
마두라이 아나이유르에 있는 수바란 마란 무타라이야르 동상

페룸비두구 무타라이야르(타밀어: இரண்டாம் பெரும்பிடுகு முத்தரையர், 705-745) 또는 수바란 마란, 페라라사르 페룸비두구 무타라이야르는 탄자부르를 다스렸던 무타라이야르 왕조의 왕이다. 그는 팔라바 왕조의 봉신으로서 탄자부르, 트리치, 푸두코타이, 페람발루르, 티루바루르를 통치했다. 그는 난디바르만 2세의 대관식에 참석했다.

## 생애
페룸비두구 무타라이야르 2세는 675년 5월 23일에 태어났다. 그의 아버지는 마라메쉬와란이라는 가명을 사용한 엘랑고바타라이야르였다. 그는 705년에 그의 아버지의 뒤를 이어 왕위에 올라 745년까지 무타라이야르 왕조를 다스렸고, 이후 사탄 마란이 그를 계승하였다.
역사학자 마할링감은 바이쿤타 페루말 사원의 고대 비문에서 카타카 무타라이야르라는 인물을 언급하는 것이 사실은 페룸비두구 무타라이야르를 지칭하는 것일 수 있다고 믿었다. 그는 판디아와 체라 왕조의 군대와 최소한 12번의 전투에서 싸웠고, 난디바르만과 동맹을 맺었다.
무타라이야르의 탄생 기념일은 매년 지역의 모든 사람들과 정치인들에 의해 기념되고 있으며, 트리치에는 그를 기념하는 동상이 남아있다.